# Cyrenaica (landstreek)

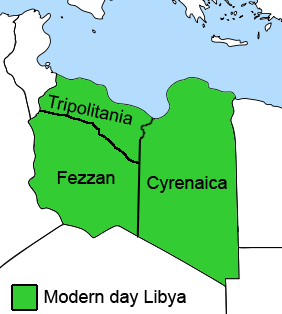
Cyrenaica als op deze kaart getekend was vanaf 1927 een administratief district onder de Italiaanse bezetting van Libië en tussen 1951 en 1963 in het koninkrijk Libië. Daarna werd het opgedeeld in meerdere districten in Libië.

Vlag van emiraat Cyrenaica (1949–1951)

Cyrenaica, ook geschreven als Cyrenaika of Kyrenaika (Arabisch: برقة,  Barqa; Grieks: Κυρηναϊκή , Kyrēnaïkḗ; Latijn: Cyrenae) is een historische landstreek in het oosten van Libië.

## Geschiedenis
Cyrenaica ontstond als een provincia aan de noordkust van Africa tussen Alexandria et Aegyptus en Numidia. Het is vernoemd naar de hoofdstad Cyrene/Kyrene, een Griekse kolonie. Voordien behoorde het tot het Hellenistische Rijk van de Ptolemaeën.
De provincia bestond oorspronkelijk uit vijf steden, de Pentapolis - Cyrene met zijn haven Apollonia (Marsa Susa), Arsinoe (Tocra), Berenice (Benghazi) en Barca (Merj) - waarvan de voornaamste het eponiem Cyrene was. Naar het zuiden toe werd Cyrenaica begrensd door de Sahara.
Nadat het gebied veroverd was door Alexander de Grote, kwam het in handen van de Ptolemaeën en ten slotte werd het deel van het Romeinse Rijk. Ptolemaeus VIII Euergetes II had het gebied afgescheiden van Egypte om het te schenken aan zijn zoon Ptolemaeus Apion. Toen deze zonder erfgenamen stierf in 96 v.Chr., schonk laatstgenoemde het bij testament aan het Romeinse Rijk.
Na de verovering van Kreta in 67 v.Chr. werden beide samengevoegd tot een Romeinse provincie, Kreta en Cyrenaica, met als hoofdstad Gortyna (Kreta). Met de hervormingen van Diocletianus, rond 300, werden beide terug opgesplitst. Cyrenaica kreeg samen met Tripolitana de naam Libia en werd ingedeeld bij de Dioecesis Orientis.
In 643 werd Cyrenaica veroverd door de Arabieren en werd het gebied geislamiseerd. In de 16e eeuw nam het Ottomaanse Rijk de heerschappij over. 
In 1911, tijdens de Italiaans-Turkse Oorlog, werd Cyrenaica bezet door Italië. Vanaf 1920 maakte het officieel deel uit van de kolonie Italiaans-Libië, maar de Italianen erkenden daarbij het interne gezag van de emir As-Senoessi. In de Tweede Wereldoorlog was Cyrenaica het toneel van de woestijnoorlog tussen het Afrikakorps van Rommel en het Britse leger in Egypte. Toen de laatsten het land in 1942 hadden veroverd, werd het een Brits mandaatgebied. In 1944 vestigde de emir een eigen regering in Benghazi.
In de jaren 1945-1951 werd door de Verenigde Naties de onafhankelijkheid voorbereid van de Libische provincies. Het hoogste gezag werd uitgeoefend door de Nederlander Adriaan Pelt, terwijl de stamhoofden onderhandelden over een grondwet. Zij kwamen tot het model van een losse confederatie, wat echter voor de Arabische Liga onaanvaardbaar was. Intussen had de emir op 1 juni 1949 Cyrenaica onafhankelijk verklaard, wat echter door het buitenland niet werd erkend.
Op 24 december 1951 werd Cyrenaica verenigd met Tripolitanië en Fezzan tot het federale Koninkrijk Libië. De Emir van Cyrenaica, Idris as-Senoessi, werd koning van Libië. Benghazi en Tripoli werden beide hoofdstad van het nieuwe land. De drie delen van het rijk hadden een eigen bestuursraad.
In 1959 werd een grote hoeveelheid aardolie aangeboord in Cyrenaica, en de leiders in Tripoli wilden hun aandeel in de opbrengsten zeker stellen. Een nieuwe grondwet zette de federatie om in een eenheidsstaat. Toen de oude koning in 1969 verdreven werd door jonge legerofficieren, bleef niet veel over van de inbreng vanuit Cyrenaica in het landsbestuur.
In 2011 was Cyrenaica het kerngebied van de opstand tegen kolonel Moammar al-Qadhafi. Toen deze revolutie met westerse steun was geslaagd, wilden de milities in Cyrenaica zich niet opnieuw onderwerpen aan het centrale gezag in Tripoli. Ze weigerden hun gevangenen over te dragen en hun wapens in te leveren. Ze belegden een conferentie op 6 maart 2012 in Benghazi, waar de ruim 3000 gedelegeerden opnieuw de autonome provincie Cyrenaica proclameerden. Er werd een bestuursraad gekozen onder leiding van Ahmed Al-Zubair, tevens lid van de Nationale Overgangsraad in Tripoli.